# لو لیپاتف
 لو لیپاتف (روسی: Лев Никола́евич Липа́тов؛ زاده ۲ مهٔ ۱۹۴۰) یک فیزیک‌دان اهل روسیه است.